# Соломон (цар Мукурри)
Соломо́н (д/н — після 1089) — цар держави Мукурри-Нобатії в 1077—1089 роках.

## Життєпис
Ймовірно, син або небіж царя Стефана. Посів трон між до 1077 року. Панування було мирним. Підтримував християнство в регіоні, зберігав союз з Ефіопією. 1076 року до Мукурри втік емір Кансу аль-Даула.
1079 або 1080 року зрікся престолу на користь небожа Георгіоса III і пішов жити до церкви Аль-Ваді, займаючи себе молитвою та релігійною відданістю. Його діяльність привернула увагу Саада ад-Даула аль-Кавасі, валі Верхнього Єгипту, який передав інформацію фатімідському візиру Аміру аль-Джуюш Бадру. Той послав людей, щоб привести колишнього царя, якому візир подарував чудовий будинок і шукав його думки з багатьох тем. Втім більш імовірно, що Соломона схоплено й доправлено до Каїра як заручника в бажанні встановити владу над Мукуррою.
Проживши рік з візиром, Соломон помер і був похований у монастирі Святого Георгія в Хандаку, передмісті Каїра. Однак П. Л. Шінні ототожнює Хандак із поселенням Ель-Хандак в Судані.